# Combat de Bois-Rouland
Chouannerie
Batailles
Le combat de Bois Rouland a lieu le 2 décembre 1795, pendant la Chouannerie. Il s'achève par la victoire des chouans qui tendent une embuscade à un convoi républicain au nord de Saint-James.

## Prélude
Le déroulement de ce combat est relaté dans les mémoires de l'officier chouan Toussaint du Breil de Pontbriand, dans un rapport des administrateurs du district de Fougères daté du 30 frimaire an IV (21 décembre 1795) et dans un rapport des administrateurs du district d'Avranches daté du 15 nivôse an IV (5 janvier 1796). Pontbriand place le combat à la date du 3 novembre 1795,, peu de jours après le combat du Rocher de Bouliers, mais les sources républicaines donnent la date du 11 frimaire an IV (2 décembre 1795),,.
Ce jour-là, un détachement républicain regagne la petite ville de Saint-James, après être allé chercher des vivres à Avranches, mais il tombe en chemin dans une embuscade tendue par les chouans,,,.

## Forces en présence
Selon Pontbriand, ce combat oppose environ 100 républicains de la garnison de Saint-James à 400 chouans de la colonne du Centre de la division de Fougères, accompagnés de quelques guides à cheval, menés par Aimé Picquet du Boisguy, Jean Isidore de Saint-Gilles, dit Du Guesclin, Julien Saulcet, dit Duval et un officier normand nommé Breil,,,.
Le district d'Avranches fait également mention dans son rapport d'un détachement de 100 hommes du côté des républicains et ne donne aucune estimation sur le nombre des chouans,.

## Déroulement
Les sources républicaines et royalistes s'accordent en grande partie sur déroulement du combat,. Du Boisguy dresse son embuscade au Bois-Rouland, au nord de Saint-James,,,. Le convoi fait son apparition à la tombée de la nuit et se fait complètement surprendre,,,. Les chouans l'enveloppent facilement grâce à l'obscurité et les républicains se rendent après n'avoir opposé qu'une courte résistance,,,.
Les chouans s'emparent de huit bœufs et de cinq voitures de farines,,,. Il se retirent ensuite au château de Boucéel, dans la commune de Vergoncey, pour y passer la nuit,,,.

## Pertes
Selon Pontbriand, 55 des 100 hommes de l'escorte sont faits prisonniers et tous les autres sont tués au combat,,,. Le capitaine à la tête du détachement, deux sous-officiers et un soldat sont fusillés pour avoir « tenu des propos outrageants », 35 soldats choisissent de rejoindre les rangs des chouans et les 16 autres sont relâchés le lendemain et renvoyés à Avranches,,,.
Selon le district d'Avranches, l'escorte du convoi est « mise en déroute »,. Le district de Fougères affirme quant à lui qu'elle a été « hachée ». Un capitaine républicain déclare dans un rapport avoir vu fusiller cinq prisonniers à ses côtés et indique qu'il ne parvint à s'échapper lui-même que de justesse. La commune de Pontaubault reçoit également deux officiers blessés qui portent la nouvelle de la déroute. Au total, les républicains avouent une perte d'environ 50 tués et plusieurs prisonniers pour l'ensemble des combats de Bois-Rouland, de Boucéel et de Saint-James, livrés du 2 au 4 décembre,.